# Kanton Saumur-Sud
Kanton Saumur-Sud (fr. Canton de Saumur-Sud) je francouzský kanton v departementu Maine-et-Loire v regionu Pays de la Loire. Tvoří ho 12 obcí.

## Obce kantonu
- Artannes-sur-Thouet
- Chacé
- Distré
- Fontevraud-l'Abbaye
- Montsoreau
- Parnay
- Rou-Marson
- Saumur (jižní část)
- Souzay-Champigny
- Turquant
- Varrains
- Verrie